# Cellule di posizione

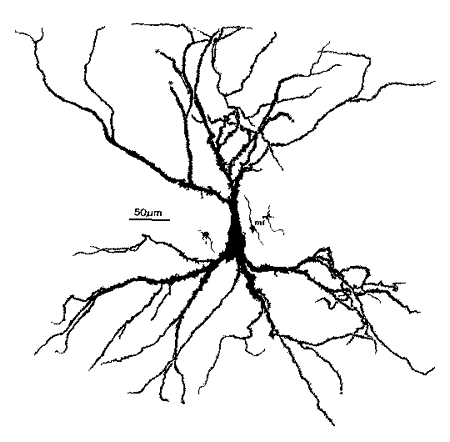

Le cellule di posizione sono la principale classe di neuroni presente nell'ippocampo. Le cellule di tale classe mostrano un elevato tasso di attivazione nel momento in cui l'animale occupa una determinata posizione nell'ambiente, corrispondente al campo di attivazione della cellula.
Il premio Nobel per la fisiologia o la medicina del 2014 è stato assegnato all'americano John O'Keefe per la scoperta delle space cells, o cellule di posizione, e ai coniugi norvegesi Edvard e May-Britt Moser per la scoperta delle grid cells, o cellule griglia.